# Unai García
Pour les articles homonymes, voir García.
Unai García Lugea, né le 3 septembre 1992 à Ezcároz en Espagne, est un footballeur espagnol évoluant au poste de défenseur central au CA Osasuna.

## Biographie
Il inscrit deux buts en deuxième division espagnole lors de la saison 2015-2016.

## Palmarès
CA Osasuna
- Segunda División
  - 2019